# (34759) 2001 QL151
2001 QL151 (asteroide 34759) é um asteroide da cintura principal. Possui uma excentricidade de 0.42499050 e uma inclinação de 28.16495º.
Este asteroide foi descoberto no dia 23 de agosto de 2001 por LINEAR em Socorro.